# Leonhard Marstaller
Leonardus Marstaller (1488–1546) (* Nuremberg, 1488 † Freising, 1546) foi um teólogo católico, jurista e humanista alemão, professor de teologia e reitor da Universidade de Ingolstadt e cônego da Catedral de Eichstätt.

## Obras
- Ad nobilem Leonardum de Eck, cur Billicano non responderit, epistola excusatoria, 1524
- Praesidente Doctore Leon. Marstaller, duae quaestiones hoc in libello conscriptae, uná cu[m] conclusionibus annotatis disputabuntur : pro conferendis doctoralibus theologiae insignibus. Magistro Georgio Falchio Benedictino Lorchensi. Prior de sacrosancto Missae sacrificio per eundem Georgium Flachium doctorandum. Altera expectatoria in uesperijs de communione, per Magistrum Michaelem Vuagner Theologiae Baccalaureum defensanda, 1543
- Quaestio, utrum christianae ecclesiae consultum foret ..., 1543